# Sélestat
Sélestat (abans de 1920 Schlestadt; Schlettstadt en alsacià i alemany) és un municipi francès situat al departament del Baix Rin i a la regió del Gran Est.
Forma part del cantó de Sélestat, del districte de Sélestat-Erstein i de la Comunitat de comunes de Sélestat.

## Fills il·lustres
- Raynaldo del Mel (...?] - després de 1594) compositor musical.

## Demografia
| 1962   | 1968   | 1975   | 1982   | 1990   | 1999   | 2019   |
| ------ | ------ | ------ | ------ | ------ | ------ | ------ |
| 13.818 | 14.635 | 15.245 | 15.112 | 15.538 | 17.139 | 19.242 |

## Administració
| Període   | Identitat                     | Partit    |
| --------- | ----------------------------- | --------- |
| 1790-1791 | André Schaeck                 |           |
| 1791-1792 | Ignace-Xavier Herrenberger    |           |
| 1792-1793 | François Dutaillis            |           |
| 1793      | Daniel Bourdonet              |           |
| 1793-1794 | François-Xavier Armand Lambla |           |
| 1794-1795 | François-Xavier Dinichert     |           |
| 1800-1807 | François Ignace Schaal        |           |
| 1808-1811 | François Dutaillis            |           |
| 1811-1813 | Treuillé de Beaulieu          |           |
| 1813-1816 | Joseph Armbruster             |           |
| 1816-1819 | Jean-Baptiste Marande         |           |
| 1819-1820 | Joseph Kubler                 |           |
| 1820-1829 | Joseph Amey                   |           |
| 1829-1830 | André Dispot                  |           |
| 1830-1834 | Antoine Cetty                 |           |
| 1834-1840 | Louis Rousset-Pomaret         |           |
| 1840-1850 | Joseph-Benjamin Pannarun      |           |
| 1850-1852 | Jean-Baptiste Spiess          |           |
| 1852-1853 | Joseph-Georges Dengler        |           |
| 1853-1860 | Pierre Lemaître               |           |
| 1860-1861 | Fortuné Dispot                |           |
| 1861-1861 | Marie-Charles Knoll           |           |
| 1870-1872 | Ignace-Xavier Albrecht        |           |
| 1872-1884 | Charles Helbig                |           |
| 1884-1886 | Alphonse Franck               |           |
| 1886-1893 | Ignace Spiess                 |           |
| 1893-1896 | M. Boninger                   |           |
| 1896-1905 | Constant Schloesser           |           |
| 1906-1910 | Nicolas Geissenberger         |           |
| 1910-1917 | Jean Hartmann                 |           |
| 1917-1918 | Alphonse Scherer              |           |
| 1918-1925 | Auguste Stoffel               |           |
| 1925-1935 | Auguste Bronner               |           |
| 1935-1945 | Jean Meyer                    |           |
| 1945-1953 | Joseph Klein                  |           |
| 1953-1965 | Albert Ehm                    | MRP / UNR |
| 1965-1983 | Maurice Kubler                |           |
| 1983-1987 | François Kretz <              | PR        |
| 1988-1989 | Robert Weber                  | PR        |
| 1989-1996 | Gilbert Estève                | PS        |
| 1996-2001 | Pierre Giersch                | PS        |
| 2001-...  | Marcel Bauer                  | RPR / UMP |